# سیارک ۱۰۰۰۱۹
سیارک ۱۰۰۰۱۹ (به انگلیسی: 100019 Gregorianik، نامگذاری:1989UO7) صد هزار و نوزدهمین سیارک کشف شده‌است که در ۲۳ اکتبر ۱۹۸۹ کشف شد.